# Faderskapspresumtion
Faderskapspresumtion, den s.k. pater est-regeln (av latin: pater est quem nuptiae demonstrant, 'fader är den som giftermålet utpekar'), är en rättslig princip som innebär att då en gift kvinna föder barn, presumeras (antas) hennes make vara far till barnet.  Pater est-regeln är känd redan från den romerska rätten och den förekommer idag i de flesta rättssystem.

## Faderskapspresumtion i svensk rätt
I Sverige regleras faderskapspresumtion i 1 kap föräldrabalken.
Om den äkta mannen avlider, antas han ändå vara fader om barnet föds inom sådan tid efter mannens död att det kan vara avlat av denne. Har modern hunnit gifta om sig före barnets födelse presumeras dock den nye mannen vara far till barnet.
Presumerat faderskap kan hävas av domstol om:
1. det är utrett att modern har haft samlag med annan än mannen under tid då barnet kan vara avlat och det med hänsyn till samtliga omständigheter är sannolikt att barnet har avlats av den andre,
2. det på grund av barnets arvsanlag eller annan särskild omständighet kan hållas för visst att mannen inte är barnets fader, eller
3. barnet har avlats före äktenskapet eller under det att makarna levde åtskilda och det inte är sannolikt att makarna ha haft samlag med varandra under tid då barnet kan vara avlat.[2]

Rätt att föra talan vid domstol om hävande av faderskapspresumtionen har barnet samt den äkta mannen själv eller, om han är död, hans arvingar.